# Hiroshi Iuchi
Hiroshi Iuchi (井内 ひろし?, Iuchi Hiroshi; 13 gennaio 1967) è un autore di videogiochi e compositore giapponese.

## Biografia
Iniziò la sua carriera unendosi a Konami nel 1989, dove lavorò a numerosi titoli arcade. Nel 1992, assieme a un certo numero di colleghi tra cui Masato Maegawa e Norio Hanzawa, si staccò dall'azienda per formare la Treasure. Il suo primo gioco per la nuova società fu l'acclamato Gunstar Heroes.
Nel 1995, Iuchi lasciò la Treasure per unirsi a Time Warner Interactive, ma presto se ne andò a causa di disaccordi con le pratiche commerciali della software house. Nel 1997 venne riassunto da Treasure dove lavorò al suo primo progetto da game director, Radiant Silvergun.
Nonostante una nuova serie di successi tra cui Ikaruga e Gradius V, Iuchi abbandonò nuovamente l'azienda nel 2006. Riemerso nel 2007 come graphic designer freelance, da allora lavorò con Treasure sul porting Xbox Live Arcade di Ikaruga e Bleach: Versus Crusade per la Wii. Nel 2012 diresse Kokuga per G.Rev. Dal 2013 lavora presso M2.

## Videoludografia
- Quarth (1989) - Grafica
- Aliens (1990) - 2º giocatore e grafica dimostrativa
- Escape Kids (1991) - Grafica dei personaggi
- The Simpsons (1991) - Grafica del display del primo boss e dei personaggi
- Bucky O'Hare (1992) - Grafica dimostrativa, degli effetti e dei personaggi
- Gunstar Heroes (1993) - Grafica degli sfondi e del logo del titolo[1]
- Alien Soldier (1995) - Grafica degli sfondi dei livelli 1-9
- Light Crusader (1995) - Grafica degli sfondi, degli effetti e dei personaggi (70%), compositore (2 brani)
- Shinrei Jusatsushi Taroumaru (1997) - Grafica degli sfondi (70%) e dei boss (50%), altro[2]
- Radiant Silvergun (1998) - Game director, planner, grafica degli sfondi, effetti
- Sin and Punishment: Hoshi no Keishōsha (2000) - Grafica degli sfondi (90%), effetti, altro
- Ikaruga (2001) - Game director, planner, produzione del prototipo, grafica degli sfondi (70%), effetti, compositore
- Gradius V (2004) - Game director, planner, grafica degli sfondi (60%), effetti
- Ikaruga XBLA (2008) - Conversione dati grafici, grafica aggiuntiva
- Bleach: Versus Crusade (2008) - Grafica degli sfondi (90%), luci
- Strania (2011) - Grafica degli sfondi (10%)
- Kokuga (2012) - Game director, planner, Grafica degli sfondi (80%), effetti
- 3D After Burner II (2013) - Planner, graphic designer
- 3D Thunder Blade (2013) - Graphic designer
- Ubusuna (TBA) - Game director